# باتريك غيو
باتريك غيو (16 أبريل 1970 في ألمانيا - ) (بالفرنسية: Patrick Guillou)‏ هو لاعب كرة قدم فرنسي في مركز الدفاع. لعب مع ستاد رين ونادي النجم الأحمر سانت أوين ونادي بوخوم ونادي روان ونادي سانت إتيان ونادي سوشو ونادي شاتورو ونادي هيبرنيان ونادي والسول ونادي فريبيرغ وVfL Bochum II ‏.

## وصلات خارجية
- باتريك غيو على موقع قاعدة بيانات كرة القدم.إي يو (الإنجليزية)
- باتريك غيو على موقع بيانات كرة القدم. دي إي (الألمانية)
- باتريك غيو على موقع عالم كرة القدم.نت (الإنجليزية)